# رامون ماكسيميليانو فالديس
رامون ماكسيميليانو فالديس (بالإسبانية: Ramón Maximiliano Valdés)‏ (و. 1867 – 1918 م) هو سياسي من بنما .